# Manueller Antrieb

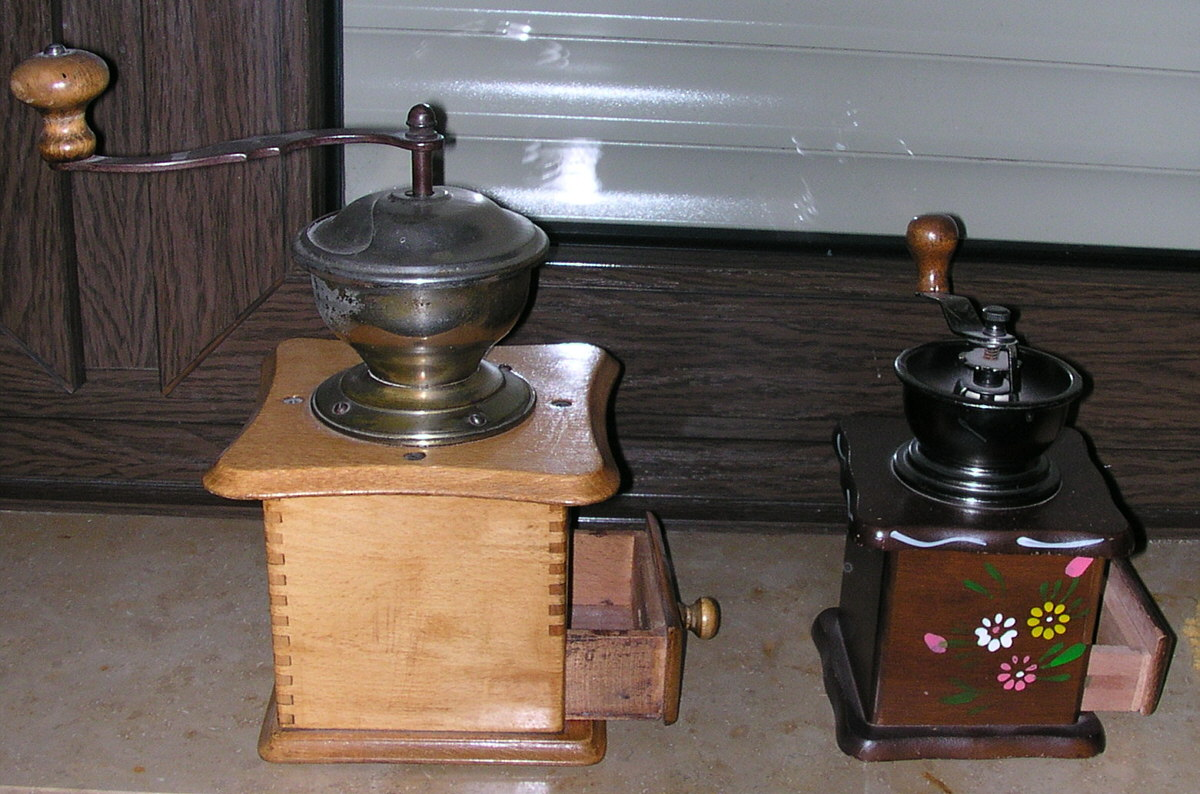
Handbetriebene Kaffeemühlen

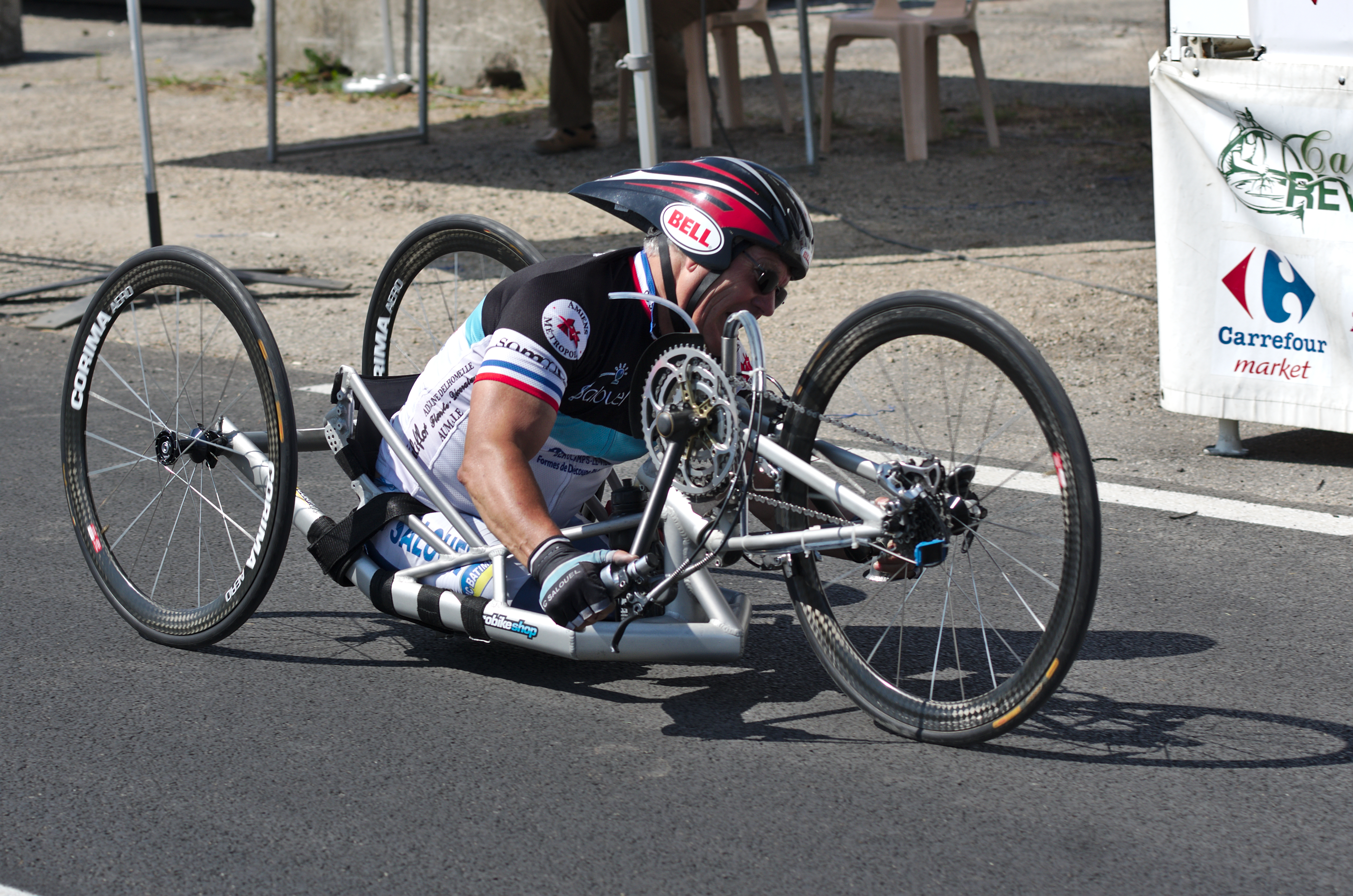
Wettkampfsport mit Handbike

Unter einem manuellen Antrieb (von französisch manuel, lateinisch manuālis ‚zur Hand gehörig‘, zu lateinisch  manus ‚Hand‘) oder Handantrieb versteht man den Antrieb eines Werkzeugs, einer Maschine, eines Fahrzeugs oder einer sonstigen technischen Einrichtung mittels menschlicher Muskelkraft, die mit der Hand übertragen wird.
Wenn die Muskelkraft vom Bein ausgeht und mit dem Fuß übertragen wird, spricht man von Fußantrieb. Dieser wird meistens als Pedalantrieb realisiert, also mit einem oder mehreren Pedalen.
Handantrieb und Fußantrieb sind zwei Arten des Muskelkraftantriebs.

## Beispiele für Handantrieb und Fußantrieb

### Bei Geräten und Maschinen
In der Agrarwirtschaft waren durch Zugtiere angetriebene Gerätschaften wie Egge oder Pflug bereits vor dem Mittelalter der Stand der Technik. Die Dreschmaschine oder Sämaschine mit manuellem Antrieb war zu ihrer Zeit eine landwirtschaftliche Innovation. Während in Industrieländern die Mechanisierung der relativ schweren Arbeit einsetzte, sind manuelle Arbeiten wie die Bestellung von Feldern mit der Handhacke heute meist nur noch in sogenannten Entwicklungsländern vorzufinden.
Während der Antrieb von historischen Maschinen wie Pumpen, Hebelpressen, Mühlen, Spinnrädern, Webstühlen oder dem Blasebalg häufig manuell erfolgte, übernehmen heute Elektromotoren diese Aufgabe. Moderne Verbrennungskraftmaschinen verfügen meist über einen automatischen Starter, doch kleinere Kolbenmotoren zum Antrieb mobiler Maschinen benötigten bis heute manuelle Starthilfe in Form einer Handkurbel, eines Seilzugstarters oder eines Kickstarters. Letzterer ist beispielsweise bei Motorsägen, Motorsensen oder Rasenmähern wie auch bei kleineren Stromerzeuger (Notstromaggregaten) üblich.
Im Haushalt werden bis dato mechanische Küchengeräte wie Handrührgerät oder Salatschleudern verwendet und kein Bügeleisen funktioniert ohne die manuelle Führung über das Bügelgut. Weitere einfache Maschinen, die wir bis heute nutzen, sind beispielsweise Handluftpumpen als Fahrradzubehör. Auch Handbohrmaschinen und viele andere Handwerkzeuge werden manuell angetrieben. Historische Kaffeemühlen mit Handkurbel schmücken heute manches Küchenregal und pedalgetriebene Nähmaschinen werden nicht nur in Museen ausgestellt, sondern dekorieren auch Privathaushalte.

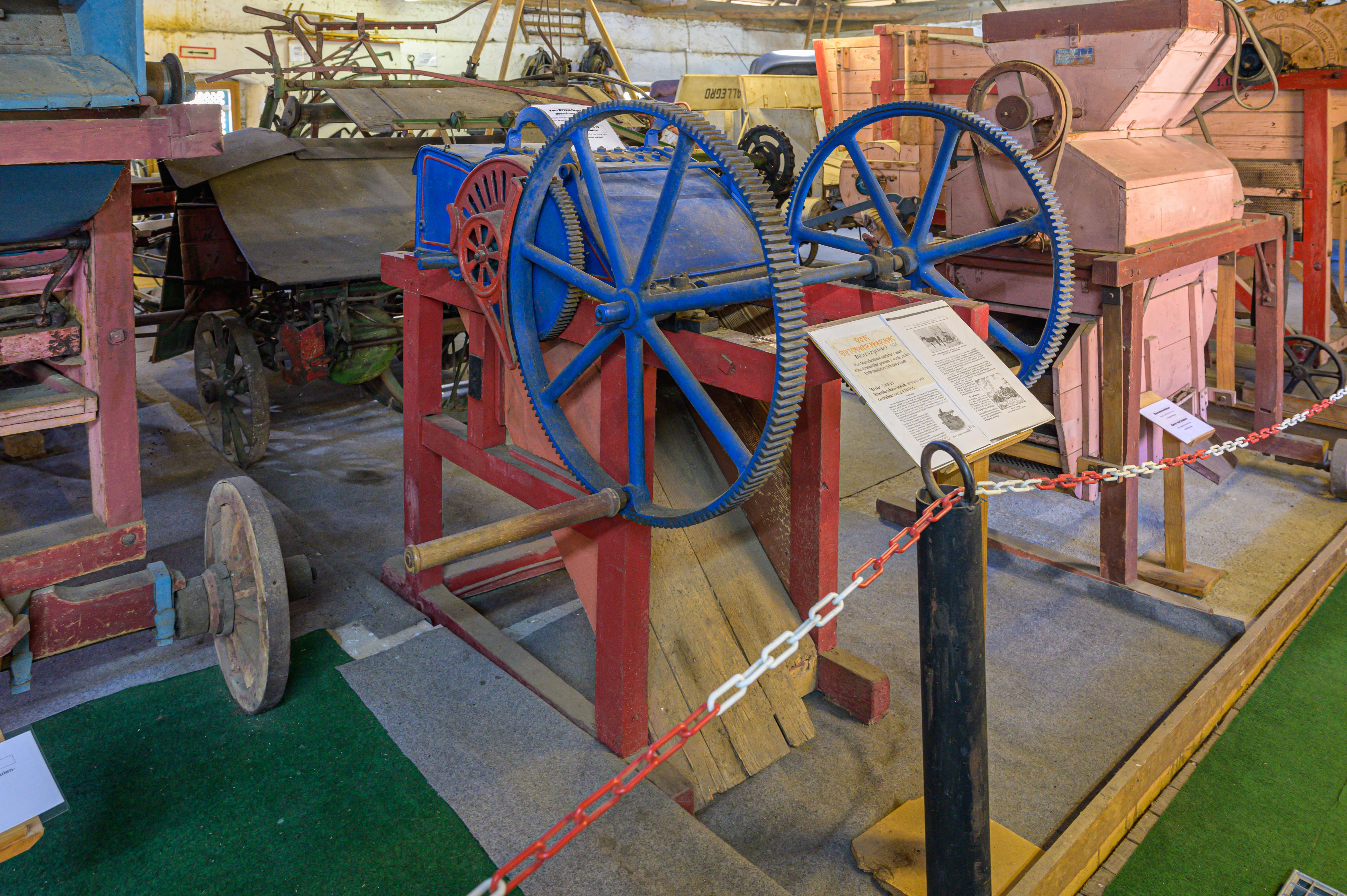
Handdreschmaschine von ca. 1850
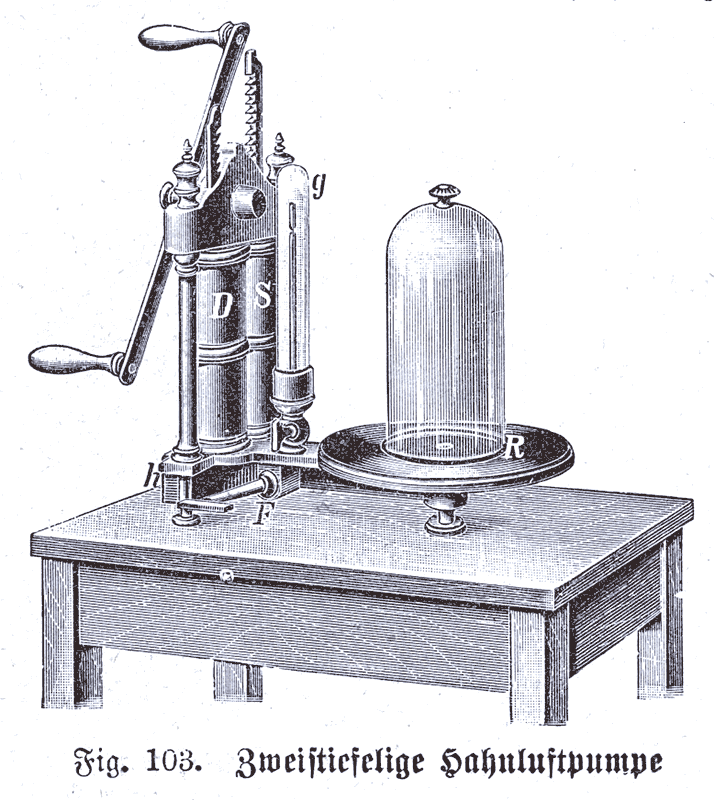
Vakuumpumpe mit Doppel-Handhebel
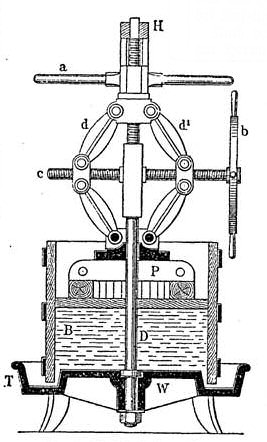
Manuell zu bedienende Kniehebelpresse
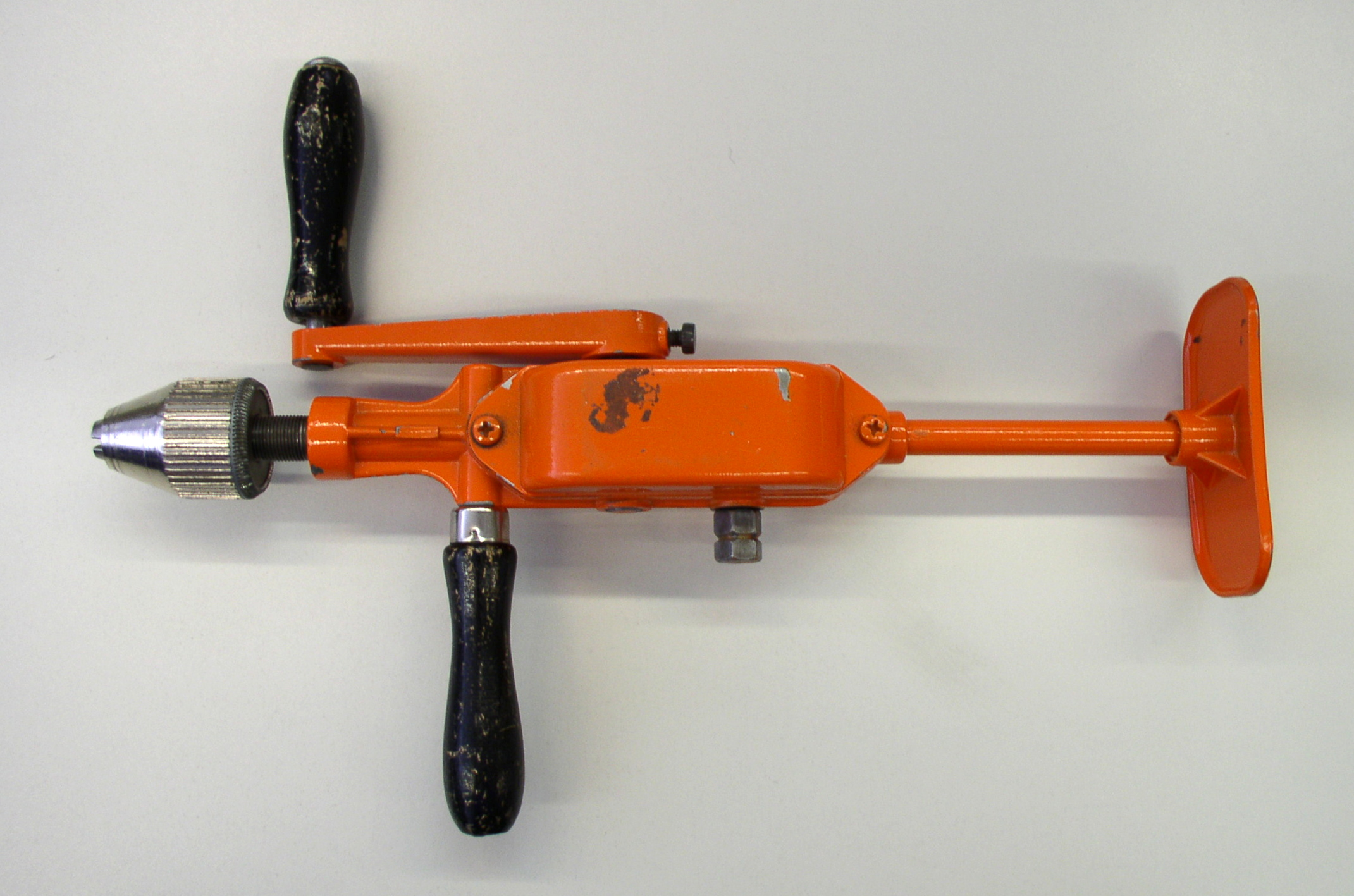
Brustleier als Handbohrmaschine
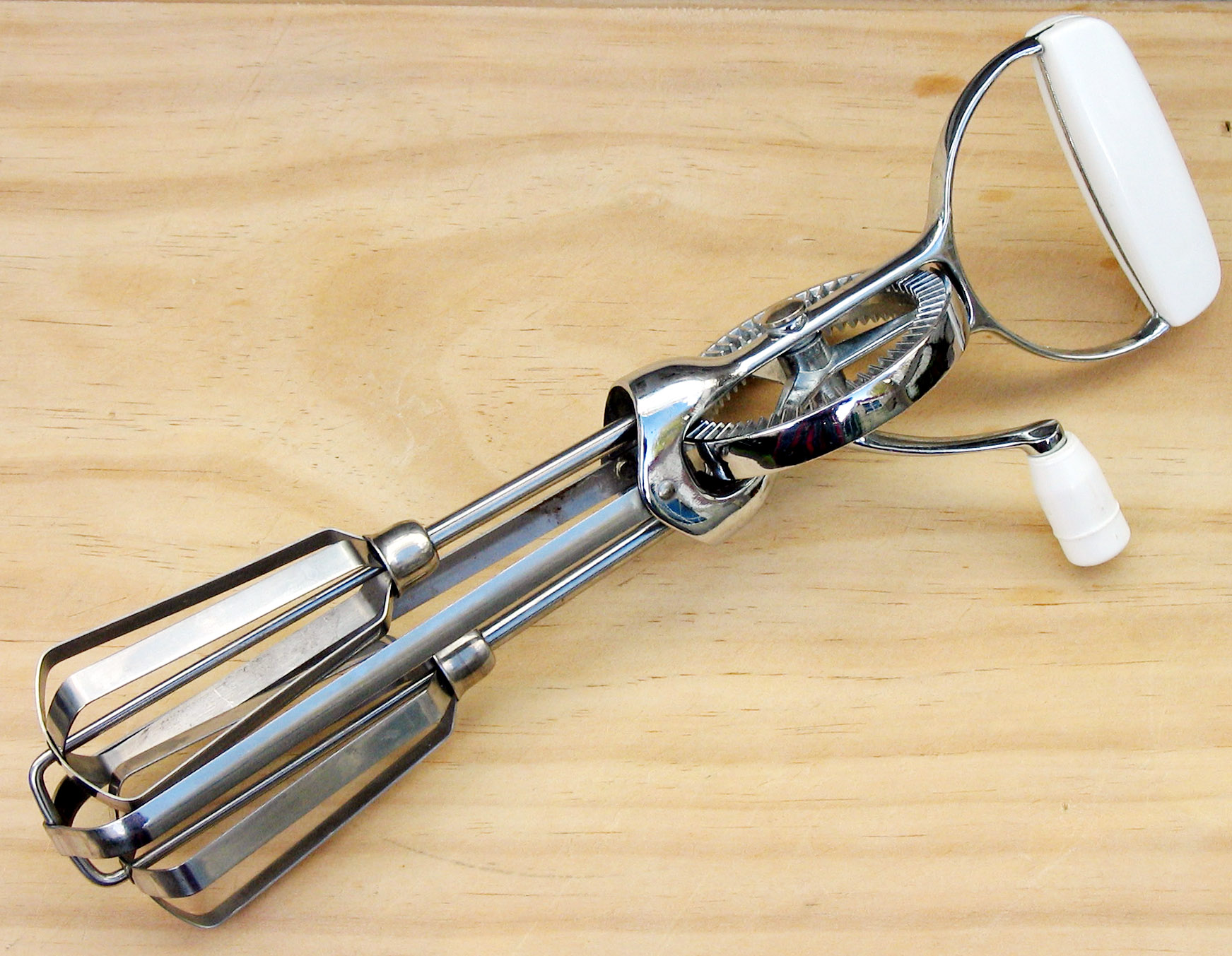
Radschneeschläger mit Kurbeltrieb
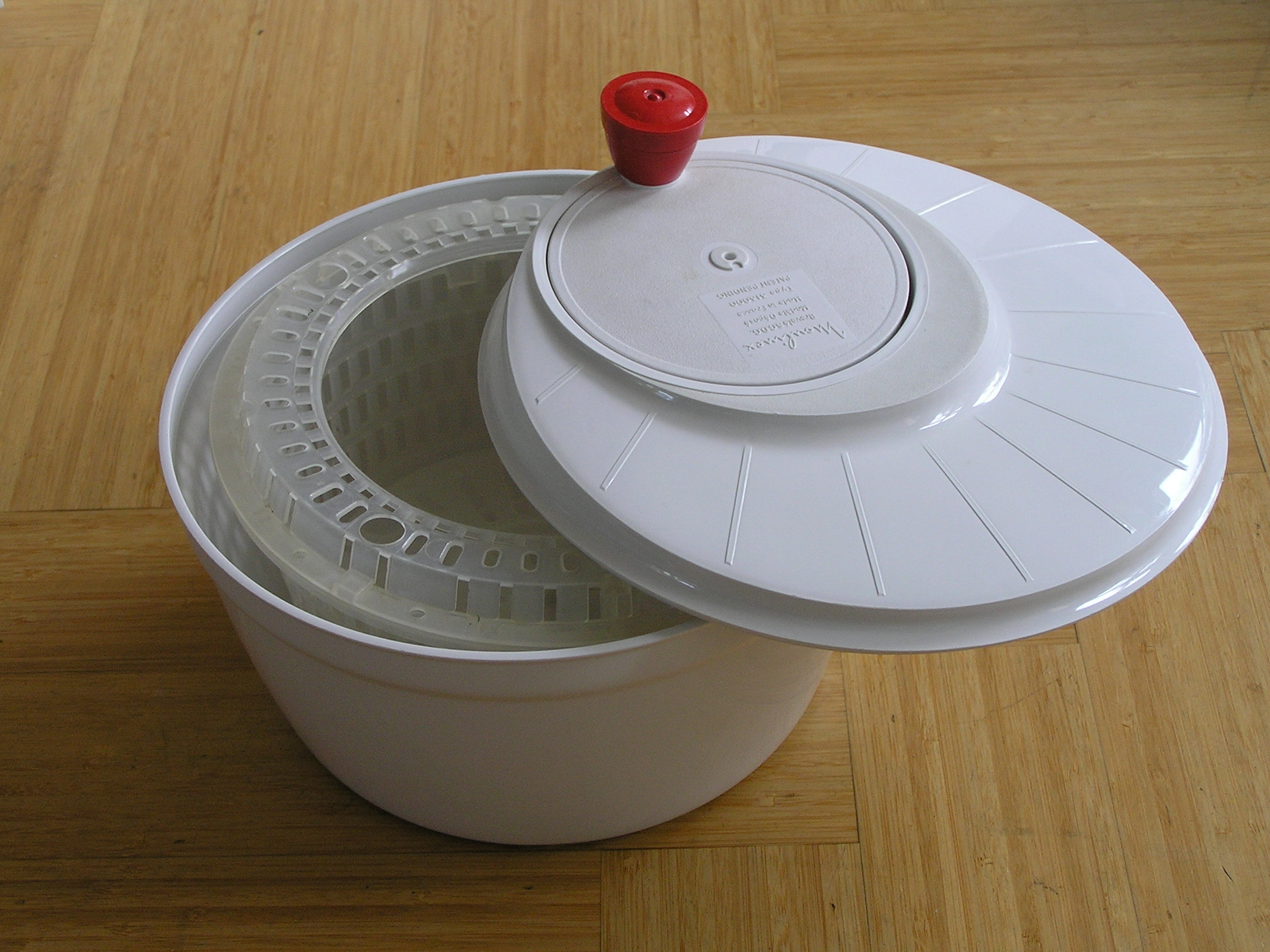
Salatschleuder mit zentrifugaler Wirkung

### Bei Fahrzeugen

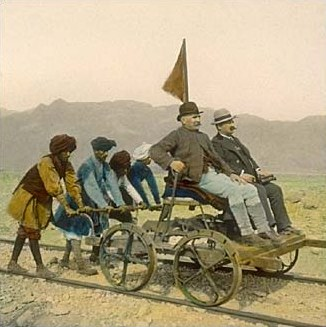
Handbetriebenes Schienenfahrzeug in Pakistan, Ende 19. Jahrhundert

Das moderne Verkehrswesen in seiner heutigen Art wäre ohne die Erfindung des Rades in Verbindung mit dem Muskelantrieb undenkbar. Hierzu zählen zunächst die von Mensch oder Tier gezogenen Transporthilfsmittel oder Fahrzeuge wie Karren, Leiterwagen oder Kutschen. Zu den mit Muskelkraft angetriebenen Fahrzeugen zählt nicht nur das Fahrrad in seinen vielen Varianten wie der Fahrradrikscha, dem Liegerad oder Liegedreirad, sondern auch das Ruderboot und das Tretboot sowie verschiedene Wasserfahrzeuge. Mit Hilfe alternativer Antriebstechnik ist heute auch eine Kombination von manueller mit anderen Antriebstechniken bekannt, wie beim Velomobil oder Twike. Derartige hybride Antriebskonzepte setzen auf die gegenseitige Unterstützung von maschinellem und manuellem Antrieb.
Ein weiteres handgetriebenes Fahrzeug ist der Rollstuhl für gehbehinderte Personen, der mit den Händen direkt an den großen Griffringen an den Hinterrädern autonom vorangeschoben wird. Spezielle Rollstühle, sog. Handbikes, die es auch als Sportgeräte für den Renneinsatz gibt, verfügen über einen doppelten Handkurbelantrieb, der einem Pedalantrieb ähnelt. Während der gewöhnliche Rollstuhl von einer zweiten Person meist mit Hilfe zweier separater Handgriffe an seiner Rückseite geschoben werden kann, verfügen moderne Kinderwagen zum manuellen Anschieben meist über einen bügelförmigen Handgriff.
Auch auf Eisenbahngleisen gibt es manuell angetriebene Fortbewegungsmittel: die Handhebeldraisine ist ein einfaches Schienenfahrzeug, das in der Vergangenheit vor allem für die Streckenwartung und heute als Pedaldraisinen im Freizeittourismus eingesetzt wird.

### Bei Flugmodellen

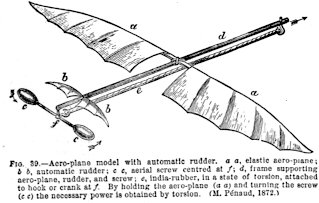
Modellflugzeug mit Gummimotor

Etwas Fingerspitzengefühl benötigt man zum manuellen Starten eines Papierfliegers oder eines Segelflugmodells mit Gummibandantrieb wie dem historischen Planophore. Deren einfacher Antrieb für den Propeller besteht aus einem verdrillten Gummiband, das als Torsionsfederelement vor dem Start händisch aufgezogen wird. Die gespeicherte Energie im Gummiband wird nach dem Start an den Propeller abgegeben.
Der Rotor eines Helikopterspielzeugs kann über eine Art Zahnstangenantrieb oder ein Zugseil so beschleunigt werden, dass sich dieser aufgrund seiner Rotationsgeschwindigkeit in Verbindung mit seinem Trägheitsmoment von der Antriebseinheit trennt und alleine durch die Luft fliegt.

### Bei anderen Objekten

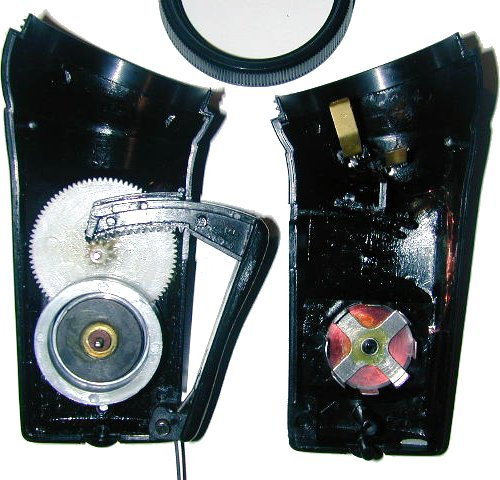
Taschenlampe mit Handdynamo

Manuell zu bedienende Garagentore und Rollladen sind zwei weitere Beispiele, bei der die Muskelkraft der Arme zum Antrieb einer einfachen Hebemaschine dient.
Bei einem Kurbelradio oder anderen Kleinstgeräten wie Taschenlampen, die mit einem Handdynamo ausgestattet sind, ersetzt ein kleiner elektrischer Generator die elektrische Energieversorgung mit Einwegbatterien bzw. auswechselbaren Akkus. Das Prinzip ist ähnlich einem manuell aufzuziehenden Uhrwerk, allerdings muss regelmäßig „nachgekurbelt“ werden, um einen kleinen Energiespeicher in Form eines Akku-Puffers wiederaufzuladen, alternativ auch ein mechanisches Schwungrad oder einen Federspeicher, die kontinuierlich den Dynamo speisen. Vorteilhaft ist jedoch, dass der nutzende Mensch das Gerät mit Muskelkraft in Betrieb halten kann und keine Batterien benötigt, die bei langer Lagerung unter Selbstentladung leiden.

## Unterscheidung von Muskelkraftantrieben

### Antrieb per Hand (und Arm)
- direktes Verschieben, Ziehen oder Drehen eines Objekts
- indirekt mittels eines Bedienelements wie beispielsweise
  - im historischen Bergbau: Haspel und Göpel
  - Handkurbel ohne Übersetzung (z. B. Haspel für eine Drachenschnur)
  - Handkurbel mit Übersetzung (z. B. Angelrolle)
  - Handrad
  - Ruder zum Antrieb eines Ruderboots

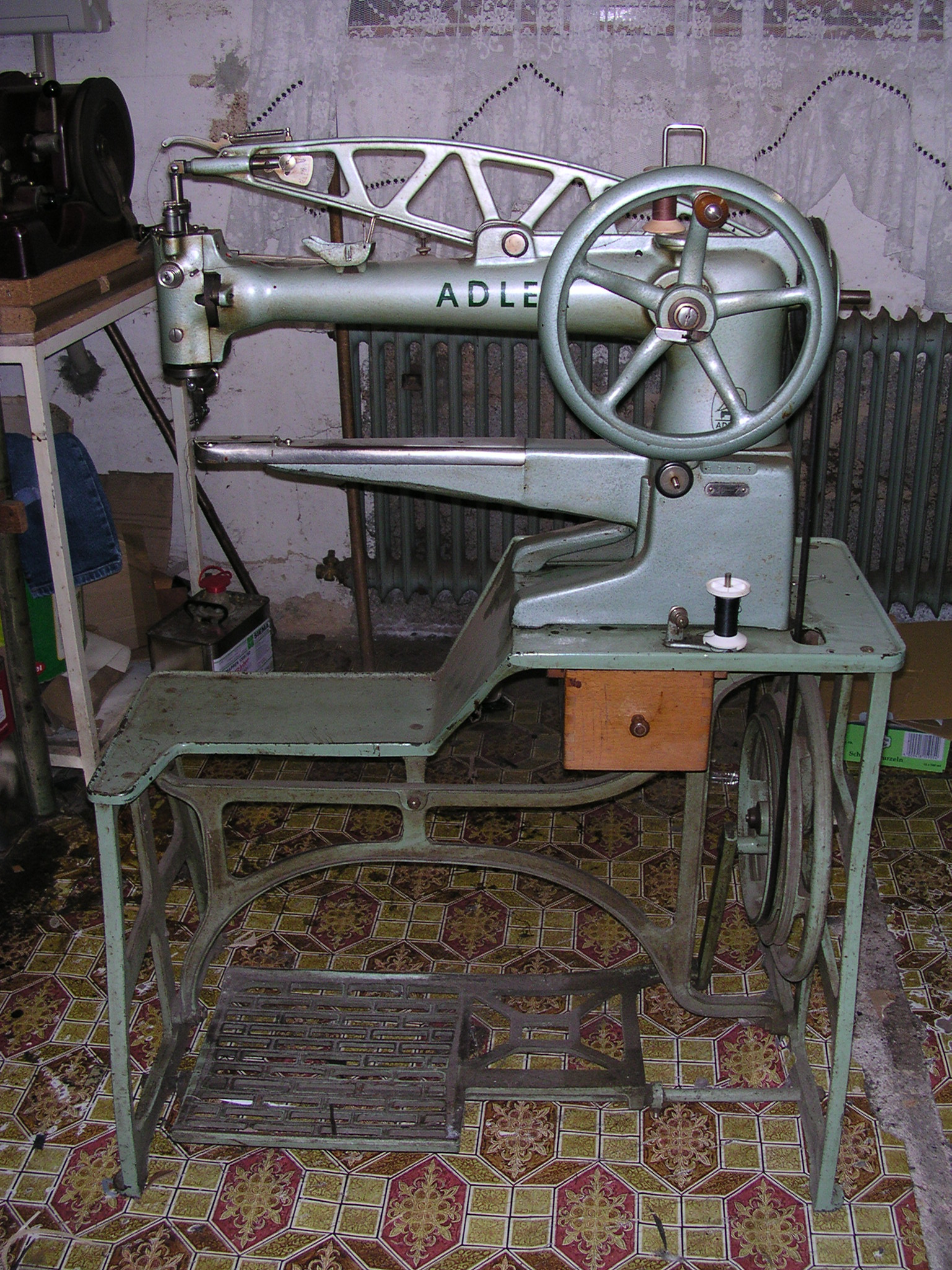
Nähmaschine für Schuhmacher mit Fußwippe und Handrad

  - Paddel zum Antrieb eines Kanus

### Antrieb per Fuß (und Bein)
- direktes Verschieben oder Drehen (z. B. Töpferscheibe)
- Treten von rotierenden Pedalen ohne Übersetzung (z. B. Kinderdreirad)
- Treten von rotierenden Pedalen mit Übersetzung (Tretkurbel, z. B. am Fahrrad)
- Treten einer Fußwippe (z. B. Nähmaschine, siehe Bild)
- Gehen und Schieben (z. B. Schubkarre)
- Gehen und Ziehen (z. B. handgezogener Wagen)
- Gehen in einer Tretmühle zum Antrieb einer technischen Einrichtung
- Abstoßen (z. B. Tretroller)

## Optimierung manueller Antriebe
Die Optimierung manueller Antriebe erfolgte im Laufe vieler Jahrtausende von der Entdeckung einfacher Maschinen wie Rad, Umlenkrolle, Flaschenzug, Hebel, Kurbel etc. und deren schrittweiser Vervollkommnung. Die physikalischen Eigenschaften von Bauteilen (z. B. Festigkeit) und Oberflächen (z. B. Schmierung) wurden verbessert und Gesetzmäßigkeiten entdeckt (Hebelgesetze, Schiefe Ebene, Newtonsche Axiome, …), die bei der Konstruktion halfen.
Aufgrund der begrenzten antreibenden Kraft manueller Antriebe haben sich Techniken zur Kraftverstärkung wie der Flaschenzug, Zahnradgetriebe, aber auch Hydrauliken und weitere Maschinenelemente entwickelt. Weiterhin ging es darum, die Reibung und damit die zu verbundene Energieverluste zu reduzieren, um die teure manuelle Antriebsenergie möglichst effizient zu nutzen. Das Rad verringert nicht nur den Kraftaufwand beim Übergang von Gleitreibung zur Rollreibung, sondern darauf aufbauende Maschinenelemente wie Lager bzw. Wälzkörpern und passende Führungen mit ihren verschiedenen Gleiteigenschaften  erleichtern nicht nur den Betrieb manuell angetriebener Maschinen in der Frühphase der industriellen Revolution, sondern trugen in der Folgezeit auch zur Verbesserung von maschinellen Antrieben bei.

## Ähnliche Begriffe

### Manueller Betrieb
Die Bezeichnung manueller Betrieb bezieht sich meist auf einen Betriebsmodus, der als Alternative zum motorisierten Betrieb möglich ist. Ein Gerät mit Elektromotor kann so notfalls auch mit Muskelkraft betrieben werden.
In Industrie und Gewerbe bezieht sich die Bezeichnung manueller Betrieb oft nicht auf einen Antrieb mit Muskelkraft. Sie kann bei Maschinen so viel wie Nicht-Automatikbetrieb bedeuten. Maschinen im Automatikbetrieb erfordern allein beim Starten menschliches Eingreifen; Maschinen im Nicht-Automatikbetrieb erfordern auch nach dem Starten menschliches Eingreifen.

### Manuelle Arbeit
Manuelle Arbeit ist laut dem Digitalen Wörterbuch der deutschen Sprache „körperliche, vorwiegend mit der Hand ausgeführte Arbeit, Handarbeit“. Manche Handarbeiten entsprechen dem manuellen Antrieb beispielsweise einer Maschine (Beispiele siehe oben). Die meisten Handarbeiten  haben jedoch nichts mit einem Antrieb zu tun. Dies gilt etwa für Kochen, Malen, Schreiben, Sortieren, Schneiden, Tackern, Löten sowie für Nähen und andere textile Handarbeiten.